# Нараяна

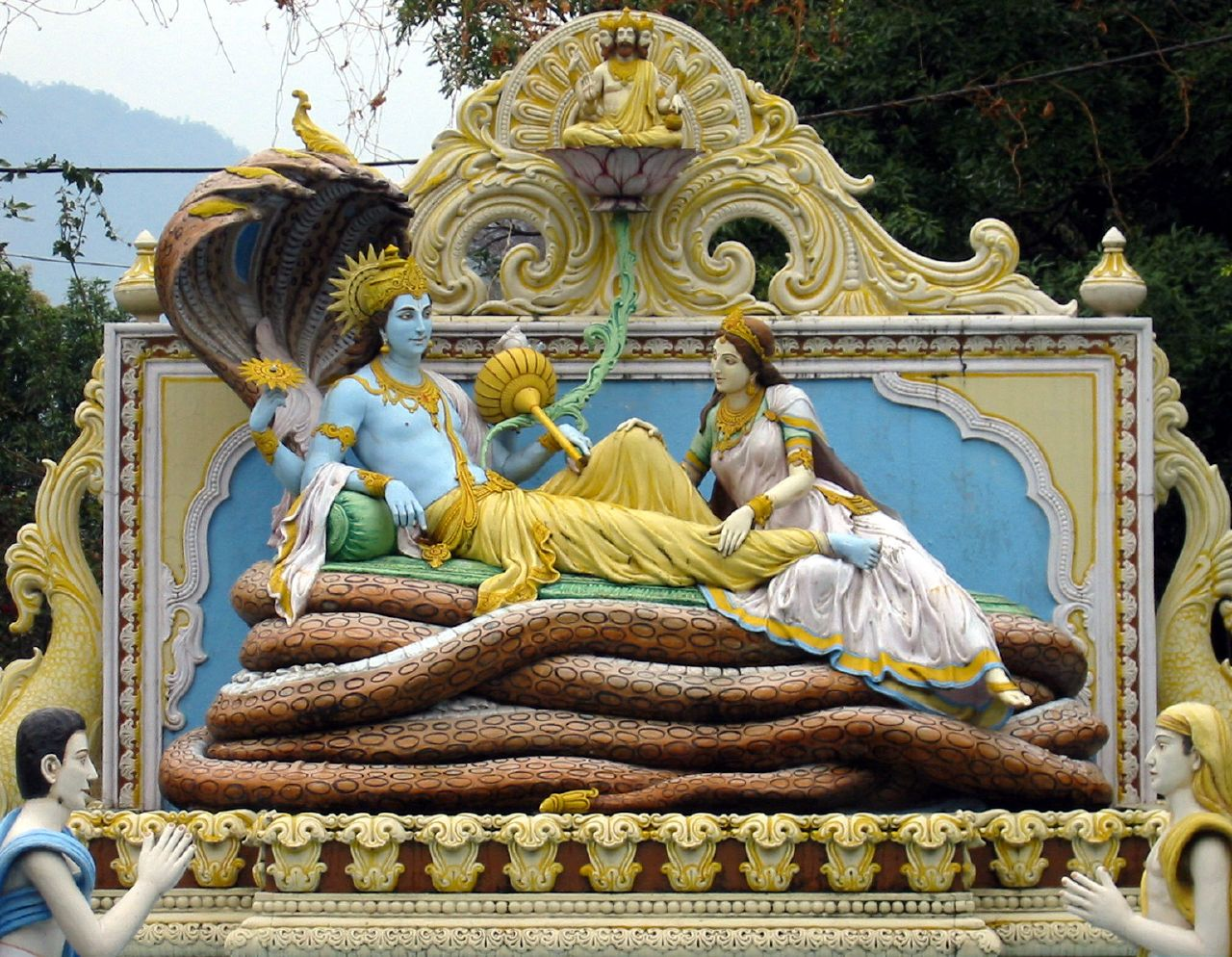
Вішну-Нараяна і Лакшмі на Вайкунтха-лоці

Нараяна (санскр. नारायण) є Верховний Бог (у тому числі його різних аватарів) в індуїзмі, вшановується як Вища Істота у вайшнавізмі. Він також відомий як Вішну і Харі і вшановується як Пурушоттама або Верховний Пуруша в індуїстських священних текстах, таких як Бгаґавад-Ґіта, Веди і Пурани 
Варіації імені — * Нараян, Нараянан, Нараянасвамі, Фра Нарай (тайська).
Форми Нараяни:
- Нара-Нараяна — парна аватара
- Лакшмі-Нараяна — зображення Нараяни разом із Лакшмі
- Харіхара або Шанкаранараяна — об'єднана форма Шиви і Вішну.

Нараяна — це ім'я Верховного Бога у Своїй нескінченній всепроникній формі. Він є Верховний Пуруша гімну "Пурушасуктам". Пурани являють собою, здавалося б, різні, але точні описи Нараяни (як Просвітленої Вищої Істоти). П'ятий вірш Нараяна Сукти, гімну Яджурведи, говориться, що Нараяна пронизує все, що можна побачити або почути у цьому Всесвіті зсередини і зовні. Інший переклад слова Нараяна — це «той, хто лежить на воді». Води називаються «нарах», [оскільки] їх, дійсно, виробляє Нара-Нараяна [перша Істота], оскільки вони були його першим місцем перебування [Аяна], його називають Нараяна На санскриті «Нара» також може стосуватися всіх людських істот або живих істот (джив). Таким чином, ще одне значення Нараяна — місце прихистку для всіх живих істот. Нараяну в індуїстському мистецтві часто зображають таким, що сидить або стоїть в океані.
Священні індуїстські тексти, наприклад, Веди, Пурани тощо, описують Нараяну в божественно синьому кольорі заповнених водою хмар, із чотирма руками, тримаючим Падма (лотос), булаву Каумодакі, Панчаджанья Шанкха (раковини) та бойовий диск Сударшан-чакра. Нараяну також описано в Бгаґавад-Ґіті у вигляді «Всесвітньої Форми (Вішварупа)», яка виходить за межі звичайного людського сприйняття або уяви.
Бхаґавата-Пурана проголошує Нараяну Пара Брахманом, — Верховним Господом, який створює незліченні всесвіти і входить в кожен з них як Господь Всесвіту. Нараяна бере участь у створенні 14 світів у Всесвіті, як Брахма, коли він свідомо проявляється під впливом Раджас Ґуна. Нараяна сам себе підтримує, підтримує і зберігає всесвіт як Вішну коли він приймає Саттва Ґуна, і знищує всесвіт наприкінці маха-кальпи як Шива або Рудра, коли він приймає Тамас Ґуна. За цим посиланням, свята Тримурті не відмінна від Нараяни.
Нараяна також вшановується як Мукунда, що означає Бог, який дає мукті або мокшу або звільнення від циклу народжень і смертей в матеріальному світі.
Вічна і вища обитель Нараяни за межами матеріального всесвіту є Вайкунтха — сфера блаженства і щастя. Також відома під назвою Парамападха, що означає остаточне або вище місце для звільнених душ, де вони вічно переживають блаженство і щастя в компанії Верховного Господа. Вайкунтха перебуває за межами матеріального всесвіту і, отже, її не може сприйняти або виміряти матеріальна наука або логіка. Іноді Кшіра Сагара (Океан), де Нараяна або Вішну спирається на Ананта Шешу також сприймається як локальна Вайкунтха в матеріальному всесвіті.
У Махабхараті, Крішну часто називають Нараяною і Арджуну - Нарою. Епос ідентифікує їх обох як "Крішни", або як одні із ранніх втілень Вішну, згадуючи їх містичну ідентичність як Нара-Нараяна.